# Universitat de Haifa
La Universitat de Haifa (hebreu אוניברסיטת חיפה) és, amb el Technion, la segona universitat de la ciutat portuària al nord d'Israel, Haifa, la ciutat més gran del nord d'Israel i tercera ciutat més gran del país.
La universitat va ser fundada l'any 1963 a la ciutat de Haifa sota l'auspici de la Universitat Hebrea de Jerusalem. El 1972 la Universitat va rebre reconeixement per part del Consell d'Educació Superior d'Israel i va esdevenir una Universitat autònoma. Té actualment aproximadament 17.000 estudiants dividits entre Primers Graus, Post-Graus i Doctorats en Humanitats, Ciències Socials, Ciències de l'Educació, Dret i Estudis sobre la Salut. La universitat es troba a la part sud de la ciutat sobre el Mont Carmel i, gràcies a això, és al punt més alt de la ciutat. La torre de trenta pisos Eixkol, dissenyada i construïda per l'arquitecte Oscar Niemeyer, és visible des de molts punts del nord d'Israel.
La Universitat aplega estudiants de diferents esferes de la societat israeliana. Té aproximadament un 20% d'estudiants àrabs, gent provinent dels qibbutsim: de la zona, drusos, immigrants i soldats que realitzen els seus estudis durant el servei militar.
- 1971 s'ofereixen per primera vegada programes de màsters (MA) en tres departaments.
- 1978 es va fundar la Israel Friends Association per desenvolupar la universitat i construir un nou campus.
- 1980 es va establir el primer programa de doctorat (PhD) en el Departament de Psicologia.
- 1991 es va obrir la primera Facultat de Dret al nord d'Israel.

La Universitat de Haifa té també una Escola Internacional que ofereix programes per a estudiants de diferents parts del món. S'ofereixen estudis d'hebreu i àrab durant l'estiu i opcions per fer un Postgrau en Teràpia a través de l'Art, Diplomàcia, Estudis sobre l'Holocaust, Estudis de Pau i Gestió de Conflictes, Estudis sobre Israel, Geo-ciència Marina, Civilització Marítima, Estudis de Seguretat Nacional i Salut Pública Mundial.
Durant la crisi entre Israel i Líban en 2006, la universitat i el Technion van cessar les seves tasques.

## Alumnes famosos
- Assad Assad, ex coronel de l'exèrcit israelià, diplomàtic i polític
- Ashraf Barhom, actor àrab-israelià que ha protagonitzat Paradise Now, La núvia siriana. El 2007, va protagonitzar al costat de Jamie Foxx la pel·lícula El Regne com a coronel Faris Al-Ghazi. Des de llavors ha aparegut en pel·lícules israelians com Ahava Colombianit (amor colombià) i Líban.
- Gabi Ashkenazi, Cap d'Estat Major de les Forces de Defensa d'Israel
- Meir Dagan, director del Mossad
- Abdulwahab Darawshe, polític
- Yaakov Edri, polític
- Benjamin Gantz, Cap d'Estat Major General de les Forces de Defensa d'Israel
- Carmi Gillon, polític, ex ambaixador israelià a Dinamarca, i ex cap del Mossad
- Gabriel Hallevy professor de dret
- Ram Karmi (nascut el 1931), arquitecte
- Bernat Sorj (nascut el 1948), sociòleg
- Yochanan Vollach, futbolista, president del Maccabi Haifa, CEO
- Haneen Zoabi, polític
- Dan Harel, general de l'exèrcit israelià, conseller delegat del Ministeri de Transport israelià.
- Yitzhak Aharonovich, ministre de Seguretat Interna d'Israel.
- Ronen Bergman, periodista d'investigació israelià i autor.

## Acadèmics notables

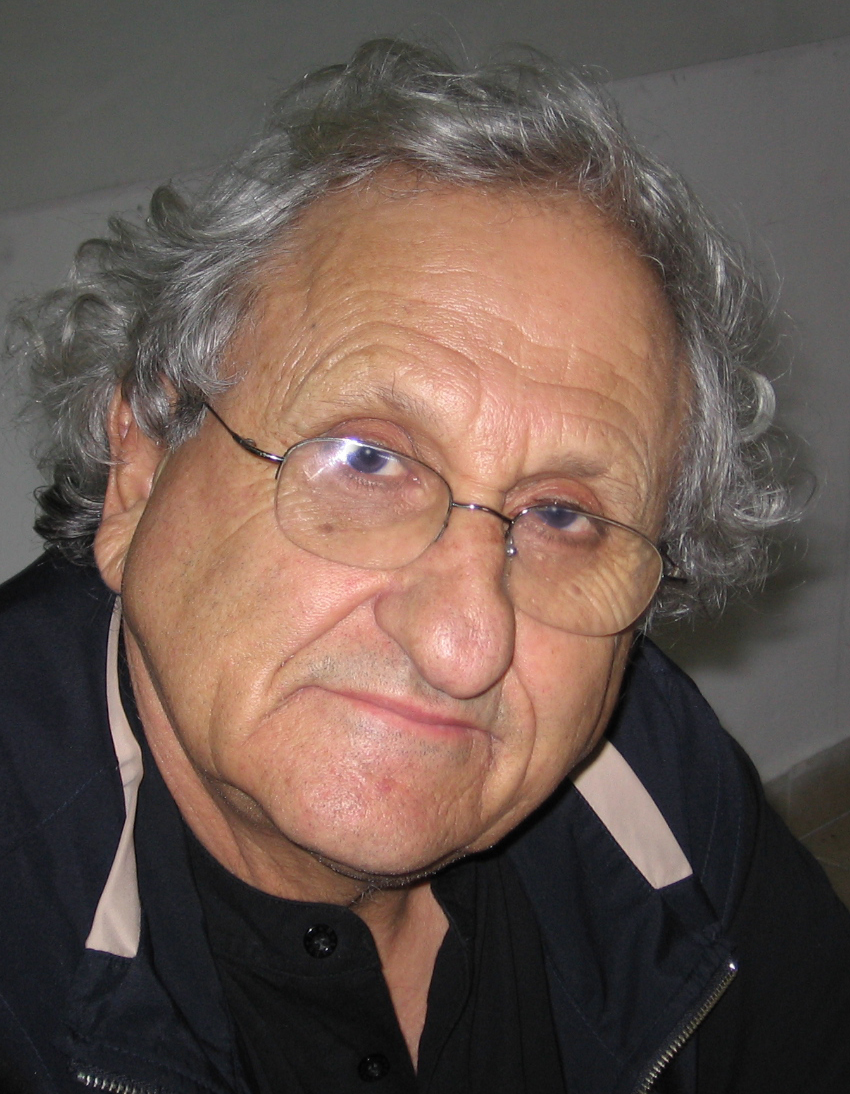
Abraham B. Yehoshua

- Abraham B. Yehoshua (nascut el 1936), novel·lista, assagista i dramaturg
- Gad Barzilai
- Benjamin Beit-Hallahmi
- Nitza Ben-Dov
- David Bukay
- Shay Bushinsky
- Aharon Dolgopolsky
- Nicholas Fisher
- Majid Al-Haj
- Eli Lancman
- Ronit Matalon
- Ronny Reich
- Daniel Schueftan
- Brenda Shaffer
- Saül Smilansky filòsof i erudit, el principal interès seu és l'ètica.
- Arnon Sofer
- Yuval Steinitz filòsof, actual ministre de Finances d'Israel.
- Avigdor Stematsky (1908-1989), pintor
- Edward Trifonov (nascut el 1937), biofísic molecular, un dels fundadors de la bioinformàtica a Israel
- Natan Zach (nascut el 1930), poeta